# 立川こしらのガッテン!こしらじお
立川こしらのガッテン!こしらじお（たてかわこしらのガッテン!こしらじお）は、アール・エフ・ラジオ日本で、月曜日～金曜日の朝に放送されていたラジオ日本のワイド番組である。
2008年9月26日終了。

## 放送時間
- 月曜日～金曜日　朝6:30～8:15（いってらっしゃ〜い!より45分短縮）
- 日曜日　　　　　朝4:30～5:00（姉妹番組、「立川こしらの430こしらじお」）

## パーソナリティ
- 立川こしら
- 沖直実
- 立川志ら乃
- 立川志らら
- 大竹浩一 (SET)
- 井出迫義和
- 村上尚子(SET)
- 藤井青銅
- 保田尚紀
- 八木たかお　ほか

## 過去に出演
- 大澤幹朗
- 岡田真奈美

## 番組のモットー
- どんな朝も笑いでスタート

## 姉妹番組　「立川こしらの430こしらじお」
立川こしらの430こしらじお（たてかわ-よんさんまる-）はRFラジオ日本で毎週日曜朝4:30～5:00（番組表上は毎週土曜深夜28:30～29:00）に放送されている番組である。パーソナリティは立川こしら。平日の朝ワイドである立川こしらのガッテン!こしらじおの姉妹番組である。

### タイムテーブル
- 4:30　番組オープニング＆オープニングトーク
- コーナー

ドリンクトーク
こしらベスト3
○○で××なことを言おうシリーズ
トイレでくさい事を言おう
暗いところで暗いことを言おう
- 4:56　エンディング
- リスナーを眠らせようのコーナー
  - 4:59.45までエンドテーマ曲、その後ラジオ日本ステーションコール、5時の時報を挟んで日曜の番組へ。

ちなみに番組内で流れるジングルは「ガッテン～」と同じであり、「430こしらじお」ではあるがジングルで「ガッテン!こしらじお～♪」と歌っている。

### 終了コーナー
- 「あらすじ五・七・五」

様々なものの「あらすじ」を「五・七・五」で紹介するコーナー。ただ、最近は毎週のように最終回・初回を繰り返している。2008年4月12日まで
- 「コソコソディスカッション」

平日の朝8:25から放送している「中本賢のヨコハマガサガサ探検隊」内9時台・10時台に放送している「ガサガサディスカッション」のパロディ。「ガサガサ～」では取り上げないようなテーマを「コソコソ」と行なう。2008.4.12まで